# Вулиця Христини Сушко
Ву́лиця Христи́ни Сушко́ — вулиця у Святошинському районі міста Києва, селище Біличі. Пролягає від Обухівської вулиці до вулиці Володимира Наумовича.
Прилучаються вулиці Миколи Ушакова, Олексія Береста, Анни Ярославни, Володимира Шульгина та Мовчунівський провулок.

## Історія
Вулиця виникла в першій половині XX століття. Перша назва на честь Олексія Павленка (1905–1934) — радянського державного діяча, секретаря Біличанської сільської ради в 1927–1930 роках.
Сучасна назва на честь української військової медикині, поручниці Армії УНР Христини Сушко — з 2021 року.

## Зображення

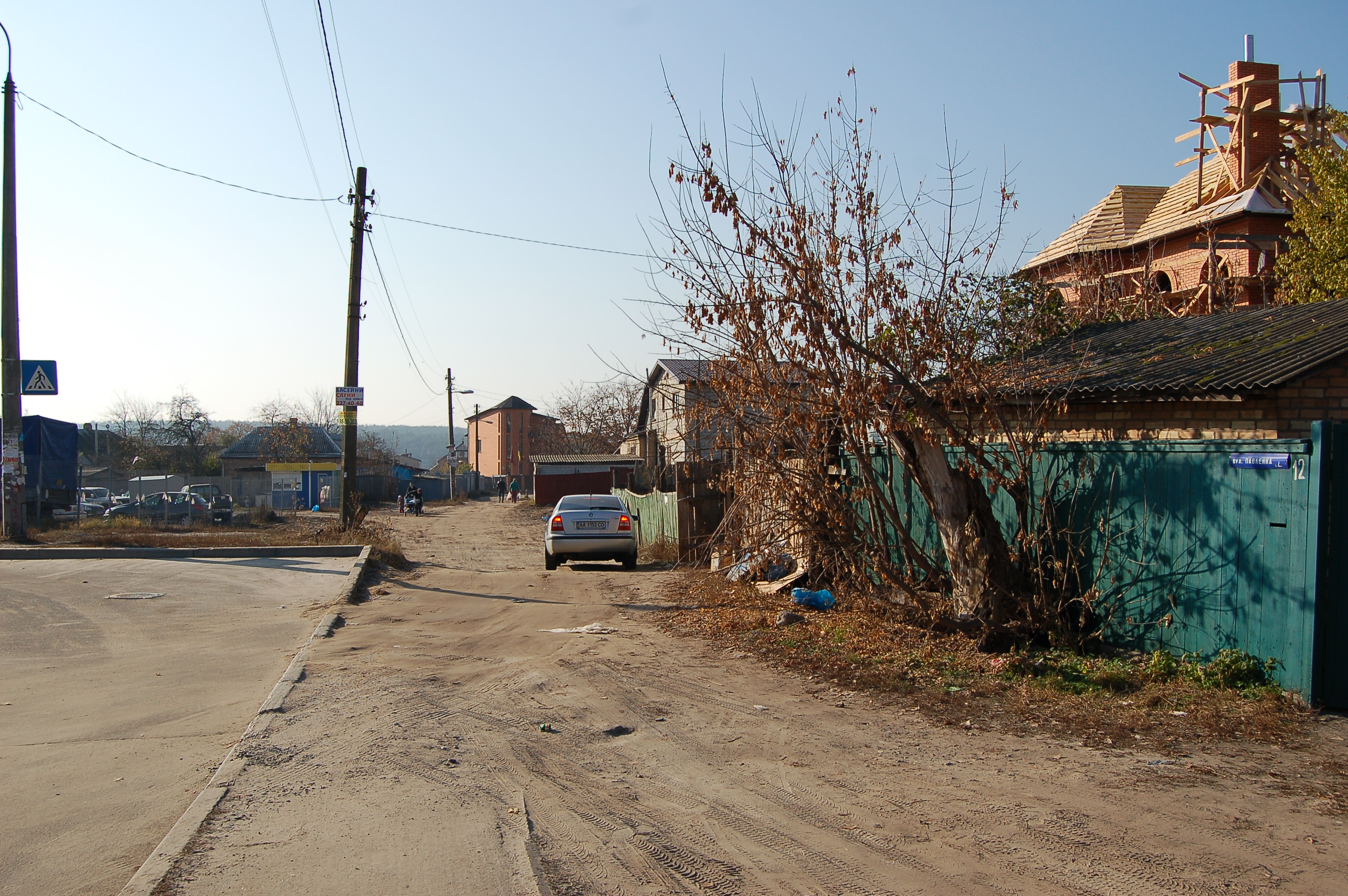